# Rosemarie Still
Rosemarie Still (* 29. Dezember 1942 in Karlsruhe; † 4. Oktober 2022 in Berlin) war eine deutsche literarische Übersetzerin.

## Leben
Rosemarie Still absolvierte eine Buchhändlerlehre und war anschließend acht Jahre lang im Münchner Hanser-Verlag tätig. Von 1971 bis 1985 lebte sie in Amsterdam; ab 1985 war sie in Berlin ansässig. Sie war Mitglied der Neuen Gesellschaft für Literatur (NGL) und leitete von 1985 bis 1987 deren Geschäftsstelle.
Still trat als Übersetzerin von erzählender Prosa, Lyrik und Theaterstücken aus dem Niederländischen hervor. 1984 erhielt sie den niederländischen Martinus Nijhoff Prijs für ihre Übersetzungen von Texten des Künstlers Lucebert und des Autors Willem Frederik Hermans.
Rosemarie Still starb im Oktober 2022 in Berlin.

## Übersetzungen
- Antonio Saura, Düsseldorf 1979
- Jack Botermans: Flieger aus Papier, München 1983
- Hugo Claus: Die Eier des Kaiman, Frankfurt am Main 1998
- Hugo Claus: Die Erlösung, Frankfurt am Main 1997
- Hugo Claus: Freitag. Visite. Winterabend, Frankfurt am Main 1997
- Hugo Claus: Jakobs Verlangen, Stuttgart 1993
- Hugo Claus: Das Sakrament, Stuttgart 1989
- Hugo Claus: Der Schwertfisch, Stuttgart 1992
- Hugo Claus: Serenade, Frankfurt am Main 1995
- Hugo Claus: Die Spuren, Münster 1994
- Hugo Claus: Visite, Frankfurt am Main 1996
- Hugo Claus: Winterabend, Frankfurt am Main 1996
- Carel Donck: Nur noch ein einziges Mal, München 2011
- Gerhard L. Durlacher: Streifen am Himmel, Reinbek bei Hamburg 1988
- Hans Faverey: Tegen het vergeten, Münster 1991
- Kees ’t Hart: Blaues Curaçao, Stuttgart 1998
- Jaap Harten: Die tätowierte Loreley, Berlin 1990
- Corine Hartman: Schöner als der Tod, München 2008
- Bas Heijne: Das einsame Meer, München 2000
- Willem Frederik Hermans: Nie mehr schlafen, Tübingen 1982
- Judith Herzberg: Und, oder, Berlin 1986
- Hugo Claus nach Seneca, „Thyestes, Der Fluch der Atriden“, Stuttgart 2001
- Lieve Joris: Die Stunde der Rebellen, München 2008 (übersetzt zusammen mit Thomas Hauth)
- Margalith Kleijwegt: „Schaut endlich hin!“, Freiburg im Breisgau [u. a.] 2008
- Erik Lindner, Nach Akedia. Ausgewählte Gedichte. Berlin 2013
- Tessa de Loo: Die Mädchen von der Süßwarenfabrik, München 1994
- Tessa de Loo: Schönheit, komm, der Tag ist halb vergangen, München 1993
- Lucebert: Ein Baum ist ein Bein ist ein Buch, Warmbronn 2009
- Lucebert: Ernten im Irrgarten, Münster 1990
- Lucebert: Der gestrenge Luftikus, Münster 1994
- Lucebert: Die Silbenuhr, Frankfurt am Main 1981
- Lucebert, Mannheim 1982
- Gerda Meijerink: Die Frau aus New York, Zürich 1986
- Doeschka Meijsing: Der Weg nach Caviano, München 1999
- Nelleke Noordervliet: Der Name des Vaters, München 1995
- Cees Nooteboom: Berlin 1989, 2009, Frankfurt am Main 2009 (übersetzt zusammen mit Helga van Beuningen)
- Cees Nooteboom: Berliner Notizen, Frankfurt am Main 1991
- Cees Nooteboom: In den niederländischen Bergen, Frankfurt am Main 1987
- Cees Nooteboom: In der langsamsten Uhr der Welt, Frankfurt am Main 2008 (übersetzt zusammen mit Helga van Beuningen)
- Cees Nooteboom: Eine Karte so groß wie der Kontinent, Frankfurt am Main 2008 (übersetzt zusammen mit Helga van Beuningen)
- Cees Nooteboom: Der Laut seines Namens, Frankfurt am Main 2005 (übersetzt zusammen mit Helga van Beuningen)
- Barber van de Pol: Traumtiger, München 2001
- Lotte van de Pol: Der Bürger und die Hure, Frankfurt am Main [u. a.] 2006
- Pauline Slot: Kreuz des Südens, München 2000
- Hanneke Wijgh: Tödliche Leidenschaften, München 1995
- Jan Wolkers: Türkischer Honig, Berlin [u. a.] 2012